# Прокопий Преславски
Прокопий (на гръцки: Προκόπιος) е православен духовник, преславски митрополит на Вселенската патриаршия от 1872 до 1874 година.

## Биография
Роден е в Лозенград. Служи в Димотишката епархия. На 30 октомври 1872 година е ръкоположен в патриаршеската църква „Свети Георги“ във Фенер за преславски митрополит. Ръкополагането е извършено от митрополит Софроний Иконийски в съслужение с митрополитите Хрисант Анкарски, Паисий Видински, Калиник Ксантийски и епископ Неофит Врачански. Прокопий не успява да замине за епархията си поради българската схизма.
Умира в Цариград на 23 юни 1874 година.